# Albert Klusmann
Albert Klusmann (* 9. Mai 1914 in Bremen; † 20. Januar 1986 in Ganderkesee) war ein deutscher Politiker (SPD) und Mitglied des Niedersächsischen Landtages.

## Leben
Nach dem Besuch der Volksschule absolvierte Klusmann zunächst eine Schlosserlehre, ließ sich dann als Konstrukteur weiterbilden und arbeitete für den Flugzeugbau. Er erhielt eine Ausbildung bei der Luftwaffe. Nach Ende des Zweiten Weltkrieges und seiner Entlassung aus der französischen Kriegsgefangenschaft arbeitete er bei der Deutschen Bundesbahn. Im Jahr 1954 trat er wieder der SPD bei und wurde zwei Jahre später in der Gemeinde Schönemoor Ratsmitglied, 1960 in den Kreistag gewählt und im Jahr 1964 Bürgermeister der Gemeinde Schönemoor. Er wurde zudem Stellvertreter des Landrates (1967) und 1972 schließlich selbst Landrat im Landkreis Oldenburg. Klusmann war vom 12. März 1970 bis 20. Juni 1978 Mitglied des Niedersächsischen Landtages (6. bis 8. Wahlperiode). 
Er war verheiratet und hatte vier Kinder.